# Покровська церква (Адамівка)
Покровська церква — церква в селі Адамівка Зіньківської сільської громади Хмельницького району Хмельницької області.

## Історія
Будівництво Покровської кам'яної церкви завершилось у 1773 році. В 1994 році прибудували дзвіницю до західного фасаду. Храм був зведений як типовий подільський храм 16 століття. Покровська церква — це споруда, яка має один поверх. Вона є прикладом триконхового храму 18 століття. Церква оточена кам'яним муром. Вважається, що його побудували одночасно з храмом. Об'єм церкви складається з нави, бабинця, конхи-апсиди напівкругої форми. Вівтарна частина витягнута на схід, напівкругої форми.
2 липня 2023 року віряни церкви одноголосно підтримали перехід церкви з московського патріархату до Православної церкви України. 1 вересня єпископ ПЦУ Павло офіційно прийняв парафію до складу ПЦУ та зсвідчив це відповідним документом.

## Галерея

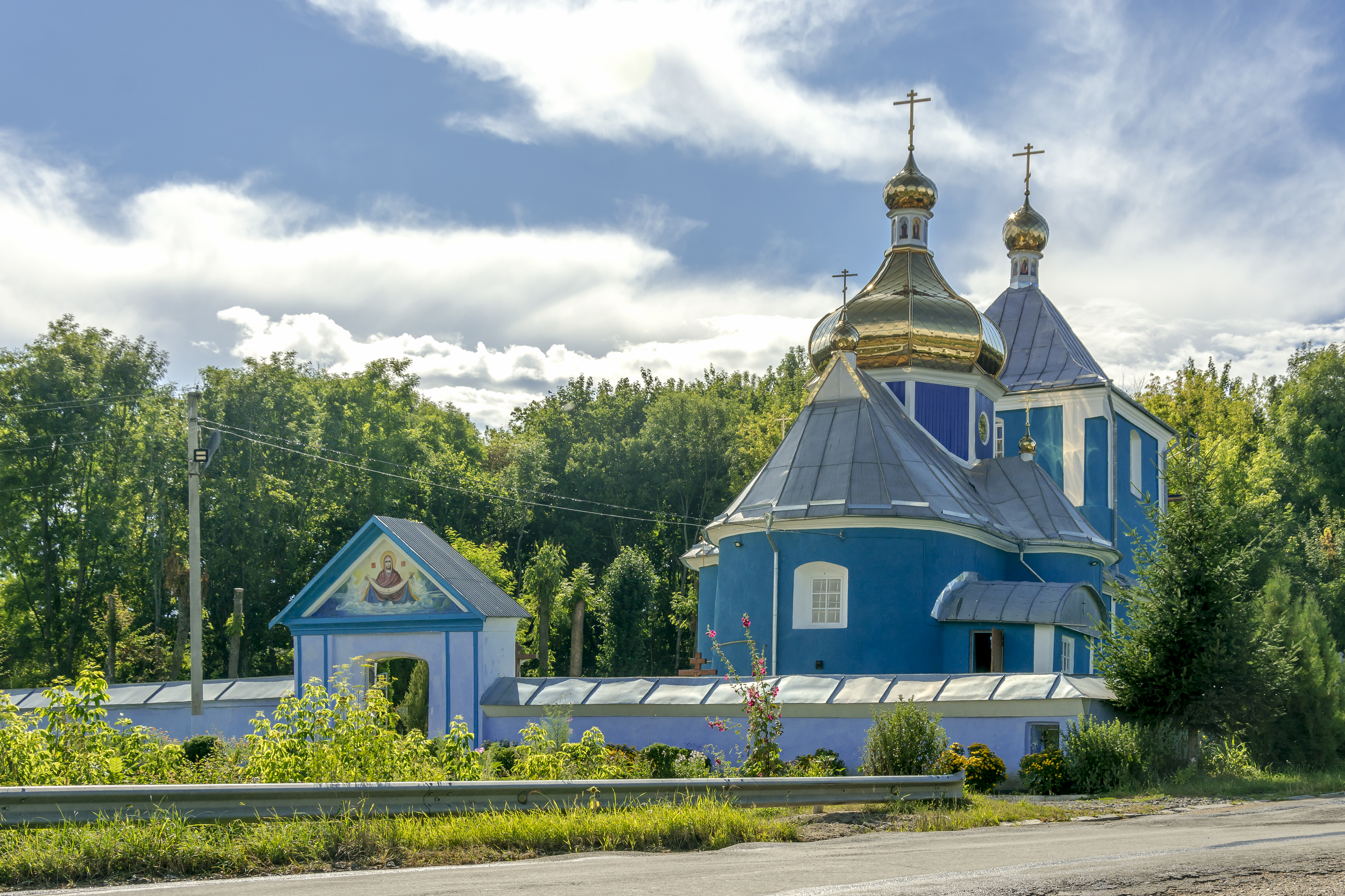
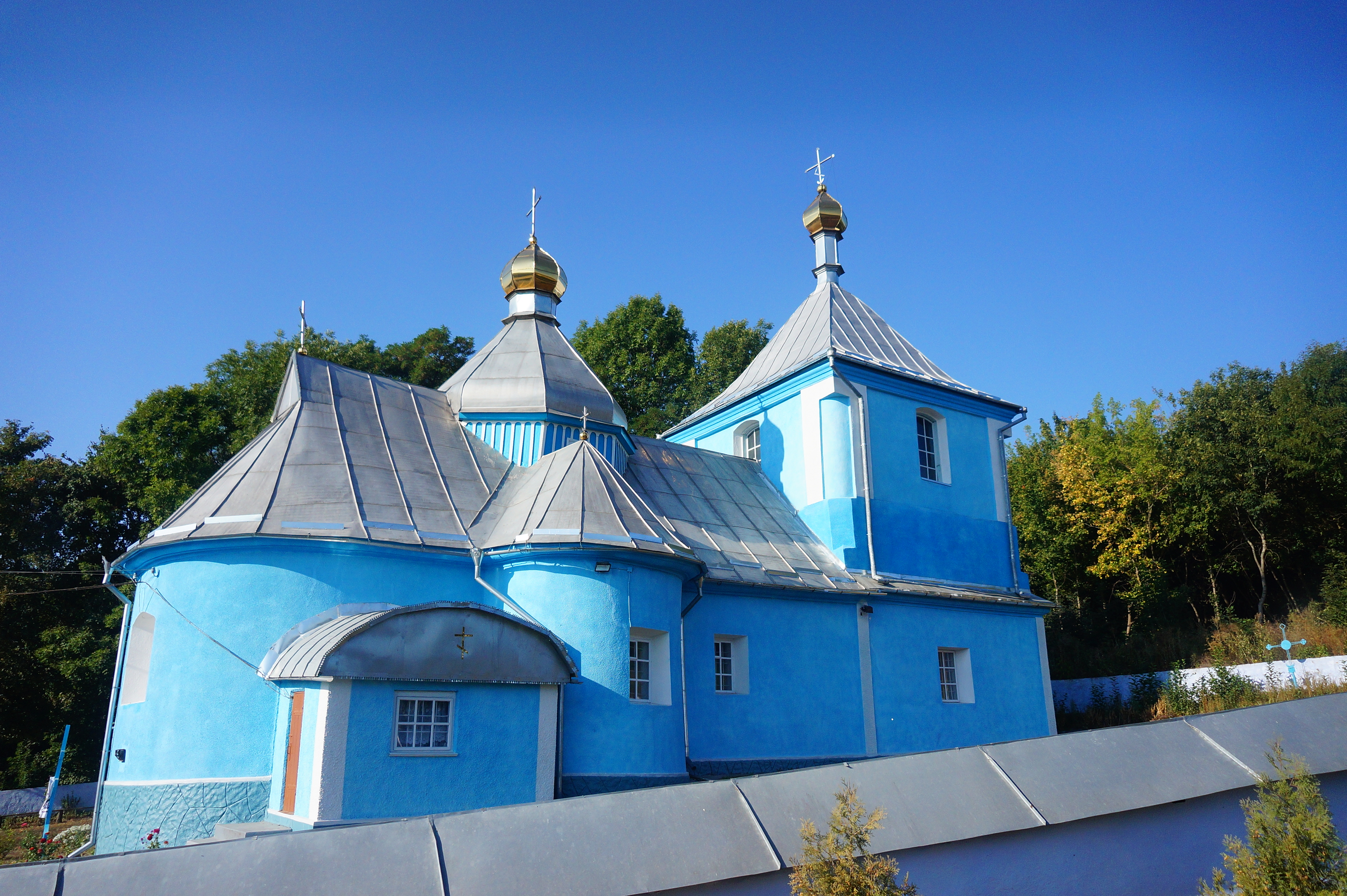